# Oulton (Norfolk)
Oulton is een civil parish in het bestuurlijke gebied Broadland, in het Engelse graafschap Norfolk met 193 inwoners.